# Guatemala op de Olympische Zomerspelen 1984
Guatemala nam deel aan de Olympische Zomerspelen 1984 in Los Angeles, Verenigde Staten. Net als bij de vijf eerdere deelnames werd geen medaille gewonnen.

## Resultaten en deelnemers

### Atletiek
| Olympiër           | Discipline             | Resultaat | Prestatie                                         |
| ------------------ | ---------------------- | --------- | ------------------------------------------------- |
| Emilio Samayoa     | 100m (m)               | 54e       | serie 2: 5de in 10,84                             |
| Emilio Samayoa     | 200m (m)               | 63e       | serie 8: 8ste in 22,19                            |
| Alberto López      | 400m (m)               | 76e       | serie 4: 8ste in 52,21                            |
| Alberto López      | 800m (m)               | 56e       | serie 3: 6de in 1.54,19                           |
| Hugo Allan García  | 1500m (m)              | 45e       | serie 5: 9de in 3.57,59                           |
| Hugo Allan García  | 3000m steeplechase (m) | 37e       | serie 2: 11de in 9.02,41                          |
| José Víctor Alonzo | 20km snelwandelen (m)  | 34e       | 1:35.32                                           |
| José Víctor Alonzo | 50km snelwandelen (m)  | 17e       | 4:36.35                                           |
| Ángel Díaz         | tienkamp (m)           | 24e       | 6342 punten                                       |
|                    |                        |           |                                                   |
| Christa Schumann   | 100m (v)               | 28e       | serie 2: 3de in 12,04 kwartfinale 3: 7de in 12,23 |
| Christa Schumann   | 200m (v)               | 26e       | serie 4: 5de in 24,91 kwartfinale 2: 7de in 24,90 |
| Zonia Meigham      | 400m (v)               | 23e       | serie 1: 8ste in 55,64                            |
| Zonia Meigham      | 800m (v)               | 23e       | serie 3: 7de in 2.14,17                           |

### Boksen
| Olympiër     | Discipline | Resultaat | Prestatie                                                                                            |
| ------------ | ---------- | --------- | --- |
| Carlos Motta | -48kg (m)  | 5e        | 1ste ronde: W van TUR Genç: 5-0 2de ronde: W van KEN Mwangi: 4-1 kwartfinale: V van VEN Bolivar: 0-5 |

### Gewichtheffen
| Olympiër                | Discipline  | Resultaat | Prestatie                                                       |
| ----------------------- | ----------- | --------- | --------------------------------------------------------------- |
| Nery Minchez-Fuentes    | -56kg (m)   | 15e       | trekken: 17de met 85kg stoten: 15de met 117,5kg totaal: 202,5kg |
| Antulio Delgado-Ogaldez | -67,5kg (m) | DNF       | trekken: geen geldige poging                                    |

### Paardensport
| Olympiër       | Discipline     | Resultaat      | Prestatie                  |
| Springconcours | Springconcours | Springconcours | Springconcours             |
| -------------- | -------------- | -------------- | -------------------------- |
| Oswaldo Mendez | individueel    | DNF            | 1ste ronde: niet gefinisht |

### Roeien
| Olympiër              | Discipline | Resultaat | Prestatie                                            |
| --------------------- | ---------- | --------- | ---------------------------------------------------- |
| Edgar Nanne-Villagran | skiff (m)  | 16e       | serie 2: 5de in 8.07,69 herkansingen: 5de in 7.50,60 |

### Schietsport
| Olympiër                 | Discipline            | Resultaat | Prestatie             |
| ------------------------ | --------------------- | --------- | --------------------- |
| Arturo Iglesias          | 50m bewegend doel (m) | 18e       | 563 punten: (290-273) |
| Carlos Silva             | 50m bewegend doel (m) | 16e       | 565 punten: (286-279) |
|                          |                       |           |                       |
| Francisco Romero Arribas | skeet                 | 19e       | 191 punten            |
| Mario-Oscar Zachrisson   | skeet                 | 58e       | 172 punten            |

### Wielersport
| Olympiër  | Discipline  | Resultaat | Prestatie |
| Baan      | Baan        | Baan      | Baan      |
| --------- | ----------- | --------- | --------- |
| Max Leiva | tijdrit (m) | 16e       | 1.09,36   |

### Zeilen
| Olympiër            | Discipline  | Resultaat | Prestatie                         |
| ------------------- | ----------- | --------- | --------------------------------- |
| Juan Maegli-Novella | finn klasse | 19e       | 129 punten: (16-16-20-20-16-8-17) |

### Zwemmen
| Olympiër                                                                | Discipline            | Resultaat | Prestatie                |
| ----------------------------------------------------------------------- | --------------------- | --------- | ------------------------ |
| Ernesto-José Degenhart                                                  | 100m vrije slag (m)   | 60e       | serie 4: 7de in 57,20    |
| Rodrigo Leal                                                            | 100m vrije slag (m)   | 58e       | serie 3: 7de in 56,80    |
| Roberto Granados                                                        | 200m vrije slag (m)   | 50e       | serie 7: 8ste in 2.05,21 |
| Rodrigo Leal                                                            | 200m vrije slag (m)   | 51e       | serie 1: 7de in 2.05,96  |
| Ernesto-José Degenhart                                                  | 100m rugslag (m)      | 39e       | serie 1: 3de in 1.05,63  |
| Ernesto-José Degenhart                                                  | 200m rugslag (m)      | 33e       | serie 1: 7de in 2.24,08  |
| Roberto Granados                                                        | 100m vlinderslag (m)  | 45e       | serie 6: 7de in 1.02,32  |
| Roberto Granados                                                        | 200m vlinderslag (m)  | 33e       | serie 1: 7de in 2.13,79  |
| Roberto Granados                                                        | 200m wisselslag (m)   | 38e       | serie 2: 7de in 2.22,73  |
| Rodrigo Leal Fernando Marroquin Roberto Granados Ernesto-José Degenhart | 4x100m vrije slag (m) | 21e       | serie 3: 8ste in 3.52,18 |
|                                                                         |                       |           |                          |
| Blanca Morales                                                          | 100m vrije slag (v)   | 37e       | serie 2: 7de in 1.02,48  |
| Karen Slowing-Aceituno                                                  | 100m vrije slag (v)   | 41e       | serie 5: 8ste in 1.03,46 |
| Blanca Morales                                                          | 200m vrije slag (v)   | 32e       | serie 3: 7de in 2.14,79  |
| Karen Slowing-Aceituno                                                  | 200m vrije slag (v)   | 31e       | serie 2: 7de in 2.14,39  |
| Karen Slowing-Aceituno                                                  | 400m vrije slag (v)   | 23e       | serie 3: 8ste in 4.36,87 |
| Karen Slowing-Aceituno                                                  | 800m vrije slag (v)   | 19e       | serie 2: 7de in 9.20,68  |
| Blanca Morales                                                          | 100m vlinderslag (v)  | 30e       | serie 4: 7de in 1.06,99  |
| Karen Slowing-Aceituno                                                  | 100m vlinderslag (v)  | 33e       | serie 2: 7de in 1.10,68  |
| Blanca Morales                                                          | 200m vlinderslag (v)  | 28e       | serie 4: 7de in 2.25,03  |
| Blanca Morales                                                          | 200m wisselslag (v)   | 27e       | serie 4: 7de in 2.38,16  |

Algerije · Amerikaanse Maagdeneilanden · Andorra · Antigua en Barbuda · Argentinië · Australië · Bahama’s · Bahrein · Bangladesh · Barbados · België · Belize · Benin · Bermuda · Bhutan · Birma · Bolivia · Bondsrepubliek Duitsland · Botswana · Brazilië · Britse Maagdeneilanden · Canada · Centraal-Afrikaanse Republiek · Chili · China · Chinees Taipei · Colombia · Congo-Brazzaville · Costa Rica · Cyprus · Denemarken · Djibouti · Dominicaanse Republiek · Ecuador · Egypte · El Salvador · Equatoriaal-Guinea · Fiji · Filipijnen · Finland · Frankrijk · Gabon · Gambia · Ghana · Grenada · Griekenland · Groot-Brittannië · Guatemala · Guinee · Guyana · Haïti · Honduras · Hongkong · Ierland · IJsland · India · Indonesië · Irak · Israël · Italië · Ivoorkust · Jamaica · Japan · Joegoslavië · Jordanië · Kaaimaneilanden · Kameroen · Kenia · Koeweit · Lesotho · Libanon · Liberia · Liechtenstein · Luxemburg · Madagaskar · Malawi · Maleisië · Mali · Malta · Marokko · Mauritanië · Mauritius · Mexico · Monaco · Mozambique · Nederland · Nederlandse Antillen · Nepal · Nicaragua · Nieuw-Zeeland · Niger · Nigeria · Noord-Jemen · Noorwegen · Oeganda · Oman · Oostenrijk · Pakistan · Panama · Papoea-Nieuw-Guinea · Paraguay · Peru · Portugal · Puerto Rico · Qatar · Roemenië · Rwanda · Salomonseilanden · Samoa · San Marino · Saoedi-Arabië · Senegal · Seychellen · Sierra Leone · Singapore · Soedan · Somalië · Spanje · Sri Lanka · Suriname · Swaziland · Syrië · Tanzania · Thailand · Togo · Tonga · Trinidad en Tobago · Tsjaad · Tunesië · Turkije · Uruguay · Venezuela · Verenigde Arabische Emiraten · Verenigde Staten · Zaïre · Zambia · Zimbabwe · Zuid-Korea · Zweden · Zwitserland